# NGC 6863
NGC 6863 – asteryzm znajdujący się w gwiazdozbiorze Orła. Odkrył go John Herschel 25 lipca 1827 roku i opisał jako grupę 7 lub 8 gwiazd, na pierwszy rzut oka przypominającą mgławicę. Składa się z ośmiu gwiazd, pięć z nich ułożonych jest prawie w jednej linii. Niektórzy badacze oraz bazy astronomiczne uznawały NGC 6863 za gromadę otwartą lub pozostałość po gromadzie otwartej (OCR). Po dokładnym przebadaniu czterech najjaśniejszych gwiazd NGC 6863 okazało się, że bardzo się one od siebie różnią i należą do różnych populacji gwiazdowych, mają zupełnie inne prędkości radialne, a ponadto są od siebie bardzo oddalone – ich odległości od Ziemi wynoszą od około 560 do 6800 parseków.